# Ischnura ramburii
Ischnura ramburii е вид водно конче от семейство Coenagrionidae. Видът не е застрашен от изчезване.

## Разпространение
Разпространен е в Бахамски острови, Белиз, Бразилия, Венецуела, Гваделупа, Гватемала, Доминиканска република, Еквадор, Кайманови острови, Колумбия, Коста Рика, Куба, Мартиника, Мексико (Веракрус, Гереро, Кампече, Кинтана Ро, Колима, Мексико, Мичоакан, Морелос, Наярит, Нуево Леон, Оахака, Сан Луис Потоси, Синалоа, Сонора, Табаско, Тамаулипас, Халиско, Чиапас, Чиуауа, Южна Долна Калифорния и Юкатан), Никарагуа, Панама, Парагвай, Перу, Пуерто Рико, Салвадор, САЩ (Алабама, Аризона, Арканзас, Вашингтон, Вирджиния, Делауеър, Джорджия, Илинойс, Кентъки, Кънектикът, Луизиана, Масачузетс, Мейн, Мериленд, Мисисипи, Мисури, Ню Джърси, Ню Йорк, Оклахома, Пенсилвания, Род Айлънд, Северна Каролина, Тексас, Флорида и Южна Каролина), Суринам, Тринидад и Тобаго, Френска Гвиана, Хаити, Хондурас, Чили (Тарапака) и Ямайка.

## Описание
Популацията на вида е нарастваща.